# Contract forward
În domeniul finanțelor, un contract forward sau pur și simplu un contract de expediere este un contract nestandardizat între două părți de a cumpăra sau de a vinde un activ la o dată specificată, la un preț convenit astăzi, făcându-l un tip de instrument derivat. Partea care acceptă să cumpere activul suport în viitor își asumă o poziție lungă, iar partea care acceptă să vândă activul în viitor își asumă o poziție scurtă. Prețul convenit se numește prețul de livrare (engl. delivery price), care este egal cu prețul forward la momentul încheierii contractului.